# カワイ・MP9000
MP9000（エムピー9000）は、1998年10月1日に河合楽器製作所が発売したプロフェッショナル・ステージピアノ。2000年のフランクフルトメッセにおいてMIPA (Musikmesse International Press Award) のベストステージピアノに選定された。2000年には後継機となるMP9500が発売された。

## 概要
一般的なデジタルピアノとは異なり、波形やフィルターを変化させることが可能なシンセサイザーとしての機能も一部併せ持つ。
88鍵の木製鍵盤「AWAグランド鍵盤スーパー」と、打弦構造にハンマーアクションを採用し、ピアノタッチを追求している。また、音源には同社アコースティックピアノの最高峰コンサートグランドピアノ「EX」の音をステレオサンプリングしている。音色はアコースティックピアノ系5音色を含め16音色が内蔵されている。イコライザーは4バンド。エフェクトはリバーブ系を含めて28種類内蔵し、本体の4本のノブで調節が可能となっている。同時発音数は最大で64。MIDI端子を装備しているため、コントローラーとしての使用も可能。譜面台がないため、別途用意する必要がある（後継機MP9500は天板部分に譜面台を搭載している）。ペダル（ダンパーペダル・ソステヌートペダル一体型）が標準で付属している。

## 音色
1. Concert Grand
2. Studio Grand
3. Mellow Grand
4. Mordern Piano
5. Rock Piano
6. E.Piano1（ローズ・ピアノ・タイプ）
7. E.Piano2（DXピアノ・タイプ）
8. E.Piano3（ウーリッツァー・ピアノ・タイプ）
9. Organ1（キー・クリック）
10. Organ2（チャーチ・オルガン）
11. Clavi
12. Vibraphone
13. Strings
14. Choir
15. Bass1（ピッツィカート・アップライト・ベース）
16. Bass2（エレクトリック・ベース）